# Kyohei Shimazaki
Kyohei Shimazaki (født 4. september 1991) er en japansk fodboldspiller.
Han har spillet for flere forskellige klubber i sin karriere, herunder FC Machida Zelvia.